# Metacatharsius petrovitzi
Metacatharsius petrovitzi är en skalbaggsart som beskrevs av Vladimir Balthasar 1965. Metacatharsius petrovitzi ingår i släktet Metacatharsius och familjen bladhorningar. Inga underarter finns listade i Catalogue of Life.